# Dainius Kreivys

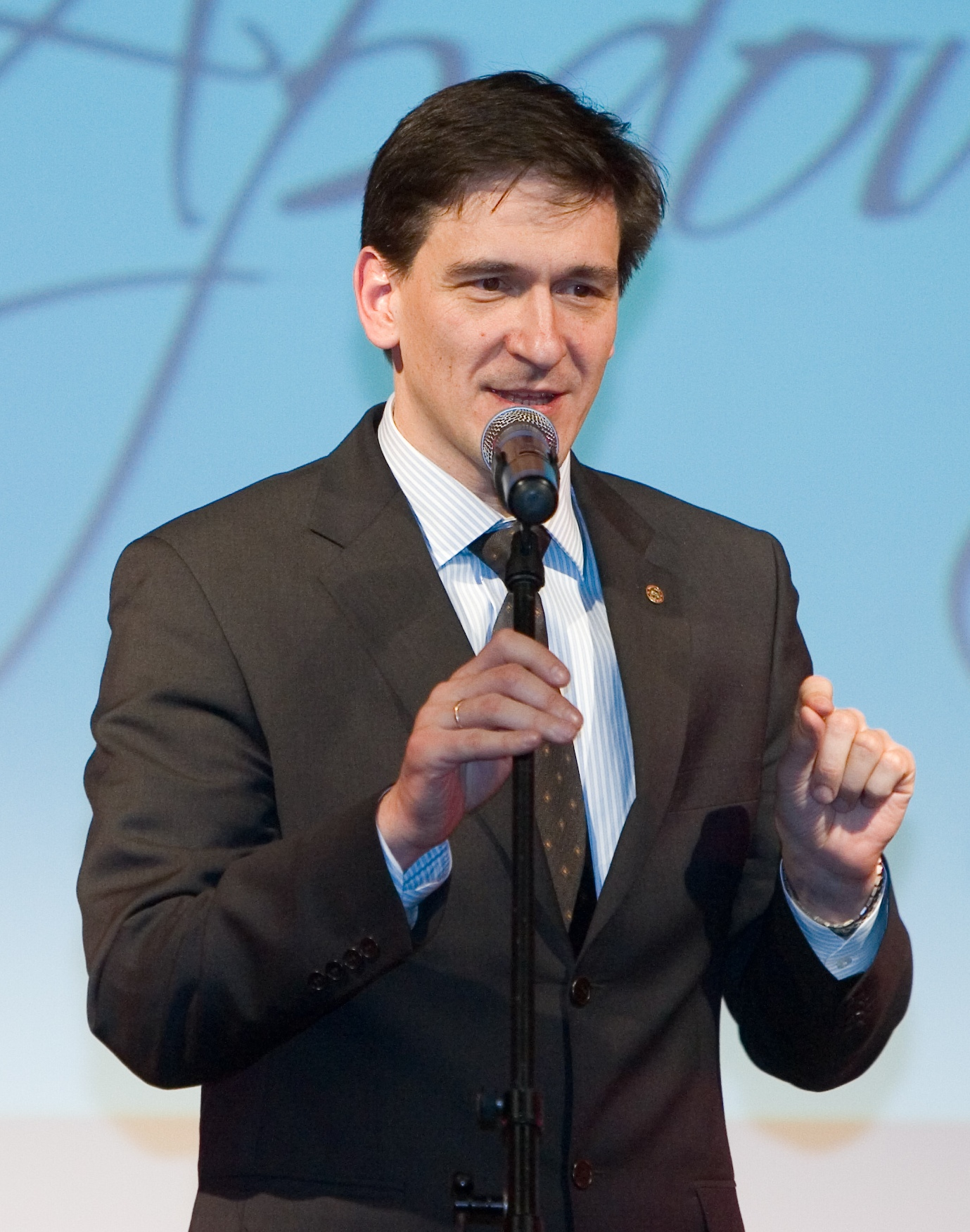
Dainius Kreivys (2010)

Dainius Kreivys (* 8. April 1970 in Jonava) ist litauischer konservativer Politiker und Unternehmer, Mitglied des Seimas. Von 2020 bis 2024 war er Energieminister Litauens und von 2008 bis 2011 Wirtschaftsminister Litauens.

## Leben
Von 1977 bis 1985 lernte Dainius Kreivys an der 5. Mittelschule Jonava in Rimkai und machte dort sein Abitur.
1989 absolvierte er das Studium der Radioingenieurwesens am Polytechnikum Kaunas und von 1991 bis 1995 das Studium der Geschichte an der Pädagogischen Universität Vilnius. Von 2006 bis 2008 absolvierte er MBA-Studium für Führungskräfte am Baltischen Managementinstitut (BMI) in Vilnius und fertigte die Magisterarbeit an. 2009 verteidigte er die Magisterarbeit zum Thema “Stabilität der Nationalwährung im Kontext der Währungskrisen: Fall Litauen”.
Von 1995 bis 1998 war er leitender Angestellter in einigen Kleinhandelsgesellschaften. Von 1995 bis 2008 arbeitete er als Manager und Vorstandsvorsitzender in litauischen Unternehmen wie Baldenis (1998), Saldo partneriai (2005) und Silikatas (seit 2008). Vor 2008 war er zudem als Berater des Institutes des neuen öffentlichen Managements tätig und veröffentlichte mehrere Artikel zum Themen der Makro- und politischen Ökonomie.
Politik

Seit 2002 ist er Mitglied der konservativen Partei Tėvynės Sąjunga (der Vaterlandsunion – der Christlich-Demokratischen Partei Litauens), Mitglied des Rates und des Präsidiums der Vaterlandsunion. Von 2008 bis 2009 war er Mitglied des Stadtverwaltungsrates Vilnius. Vom 9. Dezember 2008 bis März 2011 war Dainius Kreivys litauischer Wirtschaftsminister. Ihm folgte sein vormaliger Stellvertreter und Vizeminister Rimantas Žylius (* 1973).
Von Dezember 2020 bis Dezember 2024 war er Energiewirtschaftsminister im Kabinett Šimonytė, geleitet von Ingrida Šimonytė, ernannt von Gitanas Nausėda. 

## Familie
Kreivys ist verheiratet. Seine Ehefrau ist Dalia Kreivienė ist Beamtin am Außenministerium der Republik Litauen. Sie haben einen Sohn, Daumantas (Schüler) und eine Tochter, Gabrielė Marija.